# Stefan Ryder
Stefan Ryder (ur. 20 listopada 1947 w Mogilnie) – polski leśnik i polityk, poseł na Sejm X kadencji.

## Życiorys
W 1972 ukończył studia w Wyższej Szkole Rolniczej w Krakowie, uzyskując tytuł zawodowy magistra inżyniera leśnika. Pracę rozpoczął w Nadleśnictwie Piława, następnie został w 1986 nadleśniczym w Nadleśnictwie Świerczyna. Był członkiem prezydium Wojewódzkiego Komitetu Zjednoczonego Stronnictwa Ludowego w Koszalinie oraz Komisji Leśnictwa i Ochrony Środowiska Naczelnego Komitetu ZSL. Do partii należał od 1979 do rozwiązania.
W 1989 uzyskał mandat posła na Sejm kontraktowy w okręgu szczecineckim z puli ZSL. Zasiadał w Komisji Ochrony Środowiska, Zasobów Naturalnych i Leśnictwa oraz w Komisji Zdrowia. Na koniec kadencji był członkiem Parlamentarnego Klubu Ekologicznego oraz zaangażował się w działalność polityczną w ramach Polskiego Stronnictwa Ludowego. Z jego ramienia bez powodzenia kandydował w wyborach parlamentarnych i samorządowych, m.in. do Sejmu w 2011.

## Odznaczenia
- Złoty Krzyż Zasługi (2001)[2]
- Srebrny Krzyż Zasługi (1985)
- Medal 40-lecia Polski Ludowej (1985)